# Station Warffum
Station Warffum is het spoorwegstation in het Groningse Warffum. Het werd gebouwd in 1893 en ligt aan de op 16 augustus 1893 geopende lijn Groningen – Roodeschool.
De lijn naar Roodeschool werd vanaf Sauwerd aangelegd door de Groninger Locaalspoorweg-Maatschappij. Deze liet standaardstations bouwen in twee klassen. Warffum kreeg een station van de eerste klasse, gelijk aan het nog bestaande station in Baflo. Het oude station is in 1971 afgebroken en vervangen door een abri.

## Verbindingen
| Serie      | Treinsoort         | Route                                         | Bijzonderheden                                 |
| ---------- | ------------------ | --------------------------------------------- | ---------------------------------------------- |
| 37600 RS 4 | Stoptrein (Arriva) | Groningen – Warffum – Roodeschool – Eemshaven | Vier à vijf treinen per dag van/naar Eemshaven |

## Afbeeldingen

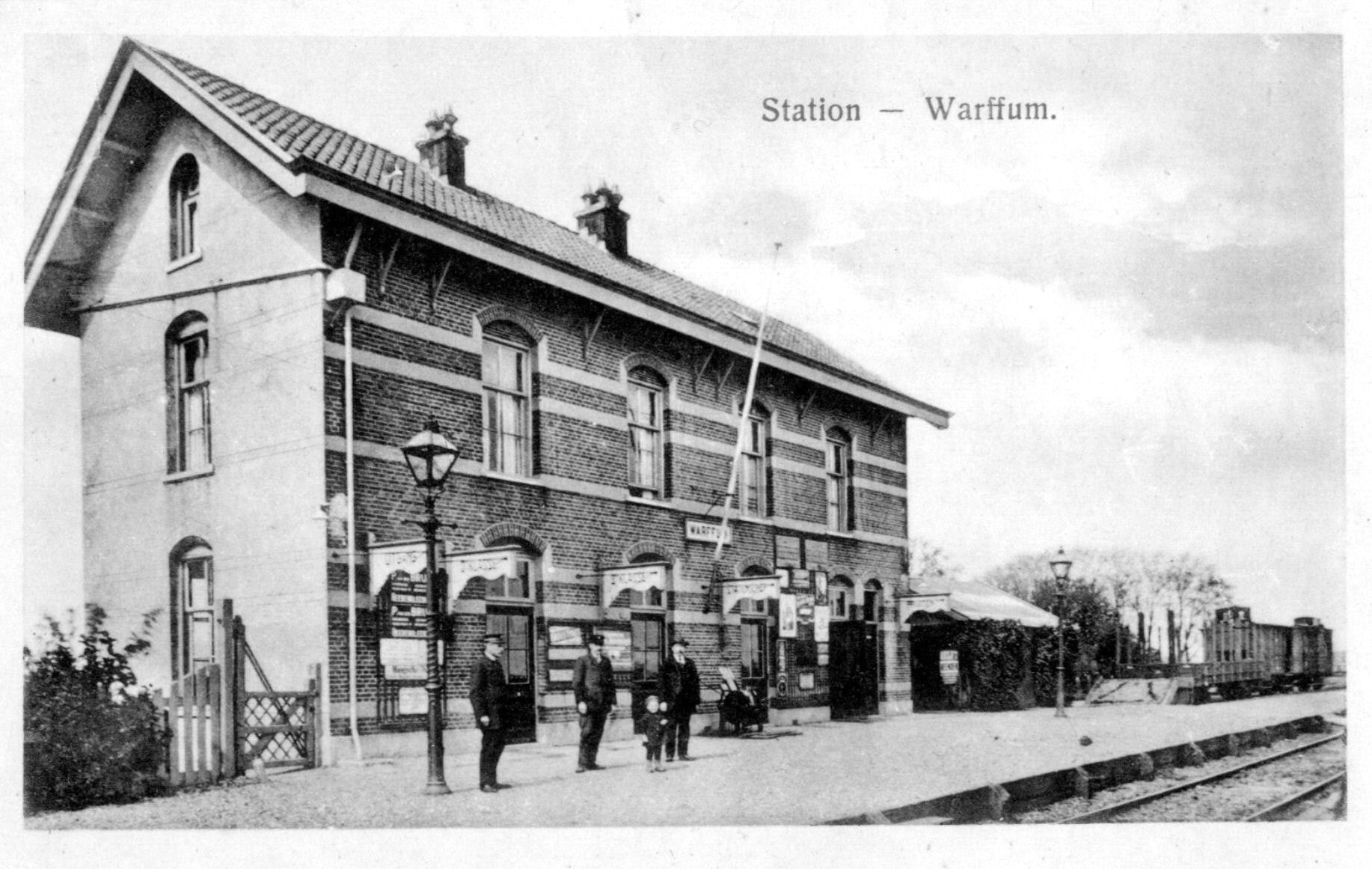
Station Warffum; circa 1910
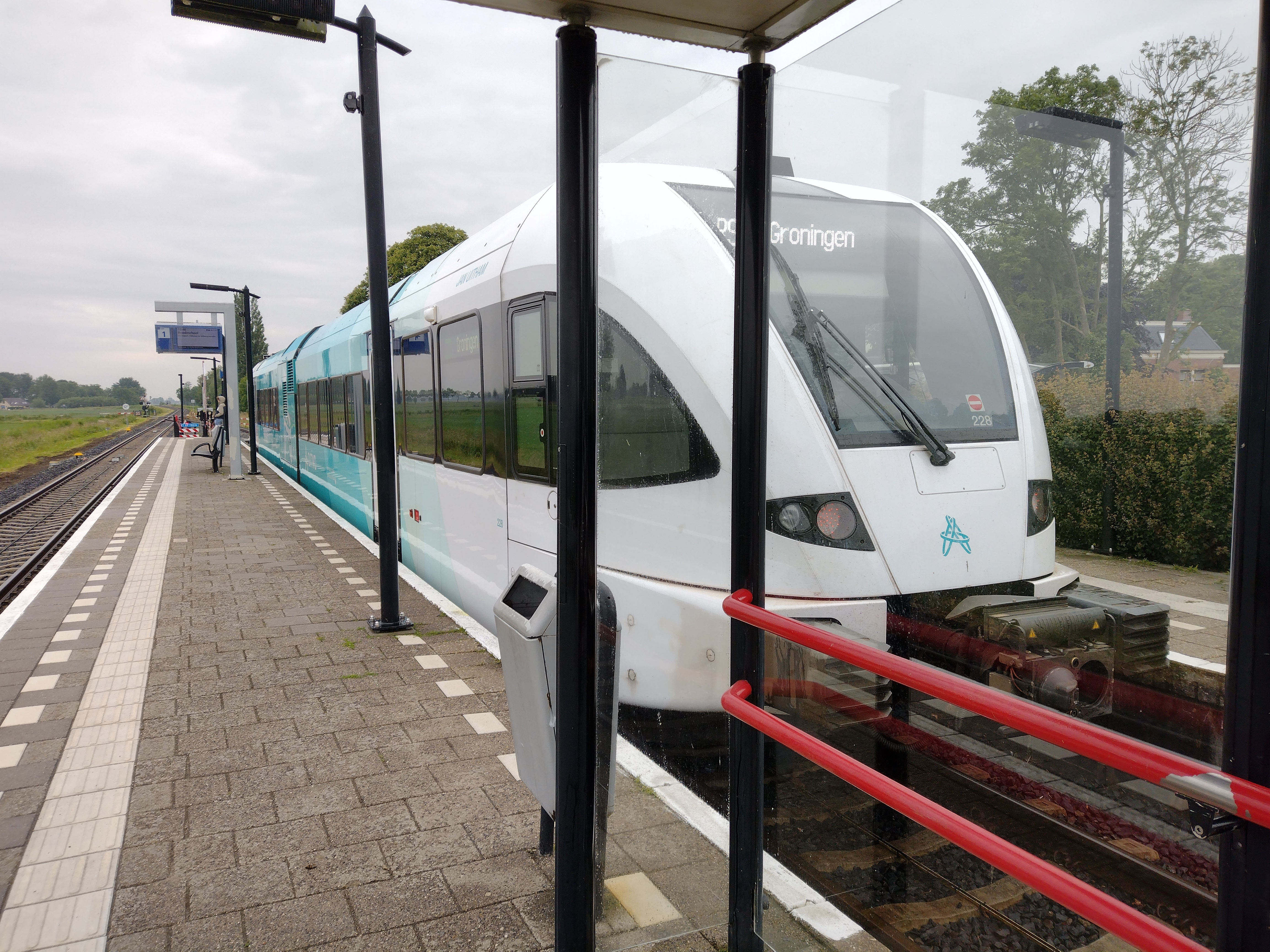
Arriva GTW op het station

0,0: Sauwerd ·
4,6: Winsum ·
8,1: Baflo ·
12,8: Warffum ·
Wadwerd ·
16,0: Usquert ·
Munnikenweg ·
20,7: Uithuizen ·
Dingeweg ·
23,8: Uithuizermeeden ·
Meedsterweg ·
26,9: Roodeschool ·
1,0: Roodeschool ·
Eemshaven
Appingedam · 
Bad Nieuweschans ·
Baflo · 
Bedum · 
Delfzijl · 
-West · 
Eemshaven ·
Grijpskerk · 
Groningen · 
-Europapark ·
-Noord ·
Haren · 
Hoogezand-Sappemeer · 
Kropswolde · 
Loppersum · 
Martenshoek · 
Roodeschool · 
Sauwerd · 
Scheemda · 
Stedum · 
Uithuizen · 
Uithuizermeeden · 
Usquert · 
Veendam · 
Warffum · 
Winschoten · 
Winsum · 
Zuidbroek · 
Zuidhorn
Voormalige stations: zie de lijst van voormalige spoorwegstations in Groningen